# Mohinder Suresh
Mohinder Suresh és un personatge de ficció de la sèrie televisiva Herois, interpretat per Sendhil Ramamurthy. Mohinder és un professor de genètica de la universitat de Madràs (Índia) amb un doctorat en filosofia. Intentarà trobar la veritat sobre la recent mort de son pare, Chandra Suresh.

## Història
Després d'assabentar-se de la mort de son pare a Nova York, sospita que ha sigut assassinat pels seus descobriments en genètica. Mohinder va a l'apartament de Madràs on vivia son pare per a buscar pistes i acabar la investigació que aquest estava fent. En un rampell, decideix anar a Brooklyn, on lloga l'altre apartament de son pare que, encara que molt més desordenat, té molt més material i comença a reorganitzar-lo cercant-ne un sentit.
Per a poder mantindre's en la llarga estada en els Estats Units, Mohinder agafa un treball com a taxista. En el seu primer dia, pren un passatger anomenat Peter Petrelli, que li pregunta sobre "ser especial". Encara que li costa d'adonar-se del que en Peter li diu, comença a parlar sobre genètica i evolució. Més tard, Mohinder agafa a un altre passatger, el senyor Bennet. Aquest al principi actua de forma normal, però més tard comença a fer-li preguntes personals. Mohinder pren por, abandona el taxi i fuig.
En el segon episodi, Mohinder descobreix que son pare havia creat un programa per a trobar la "gent especial". A partir d'eixe moment, buscarà la forma de localitzar tota eixa gent per a advertir-la de la mena de poders que poden tindre, causats per un gen que els fa ser diferents a la resta.

## Poders
En principi, Mohinder no té cap poder especial o sobrehumà